# 陈志彬 (中国人民解放军将领)
陈志彬（1917年—2000年），中国人民解放军将领、中国人民解放军开国少将。
曾任湖南军区政治部副主任。1955年，授予中国人民解放军少将。